# 五月花博卡維納國家公園
五月花博卡維納國家公園是伯利兹的國家公園，位於該國東部斯坦克里克區，面積28平方公里，始建於2001年，該地區受茂密的熱帶森林覆蓋。